# Kia Sephia
Kia Sephia – samochód osobowy klasy kompaktowej produkowany pod południowokoreańską marką Kia w latach 1994 – 2000. 

## Pierwsza generacja

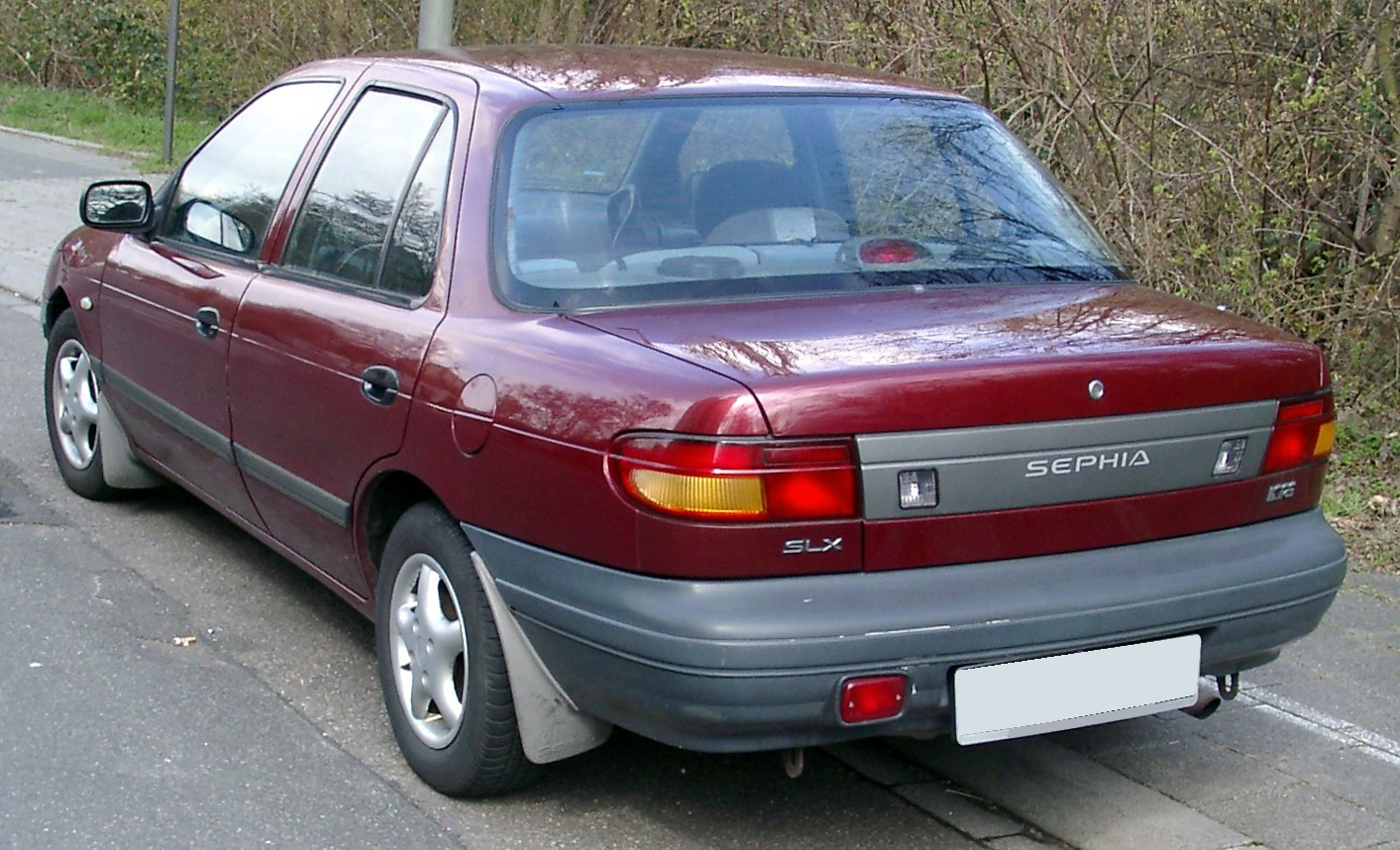
Kia Sephia I - tył

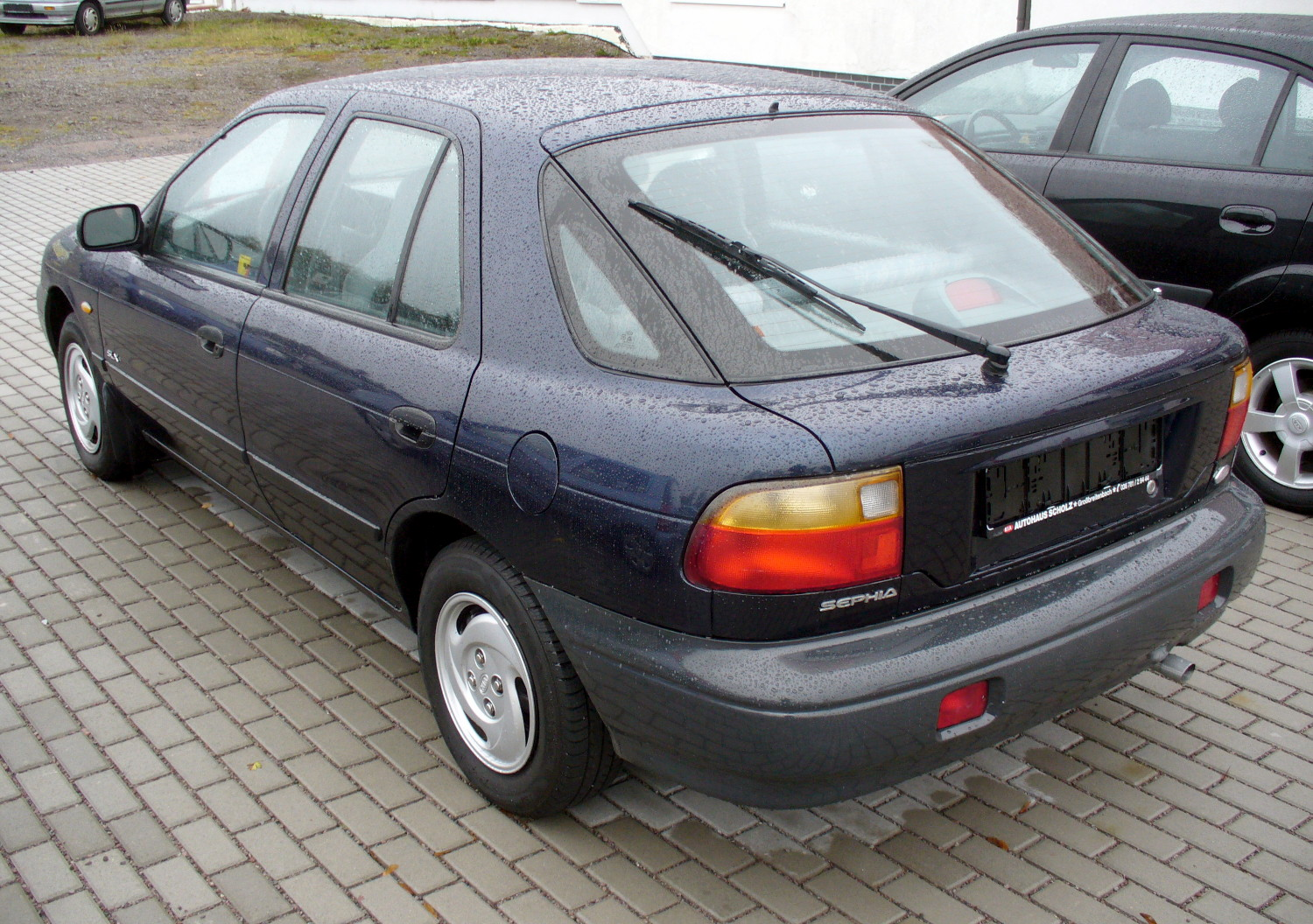
Kia Sephia I Liftback

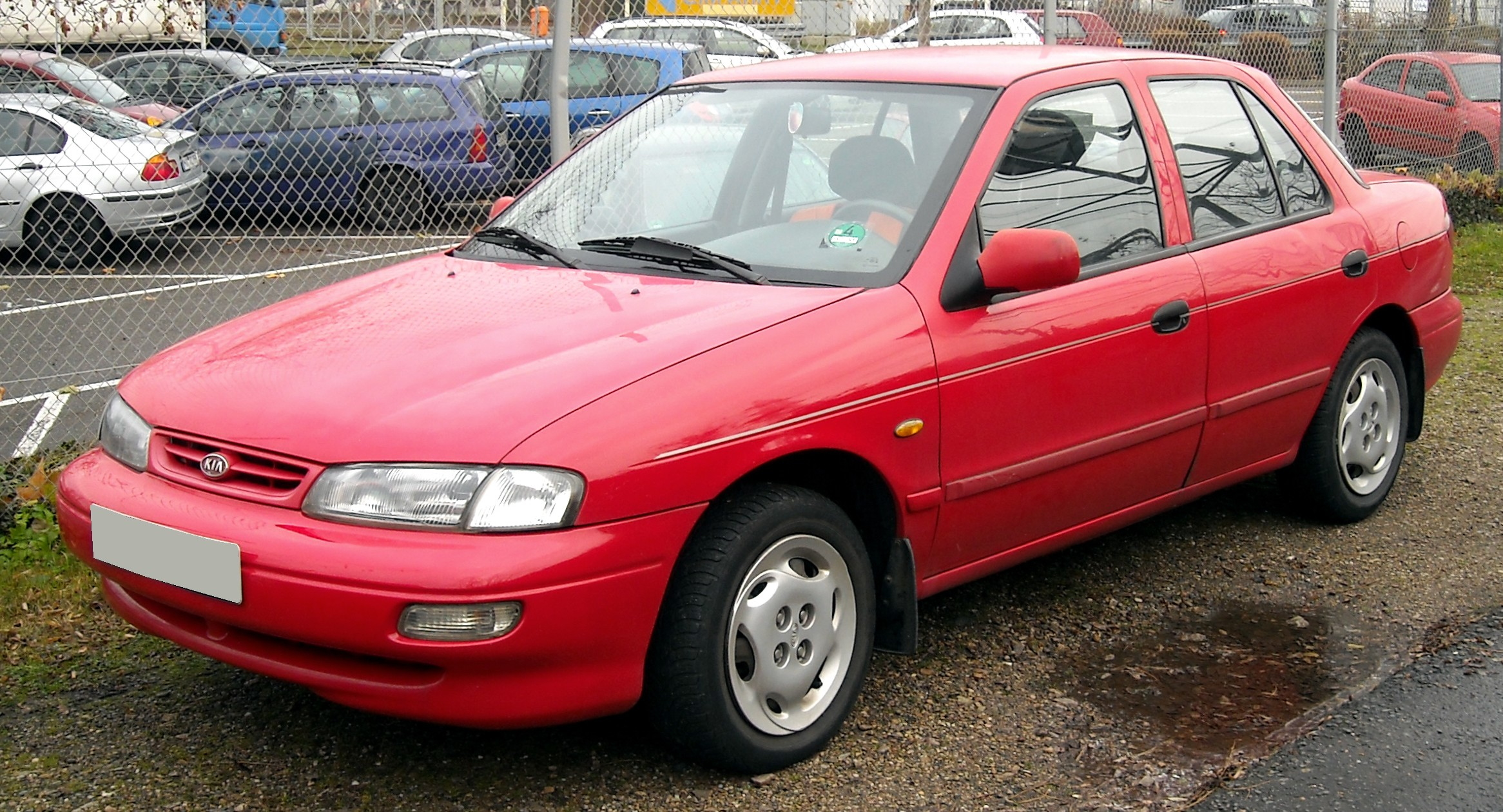
Kia Sephia I po liftingu

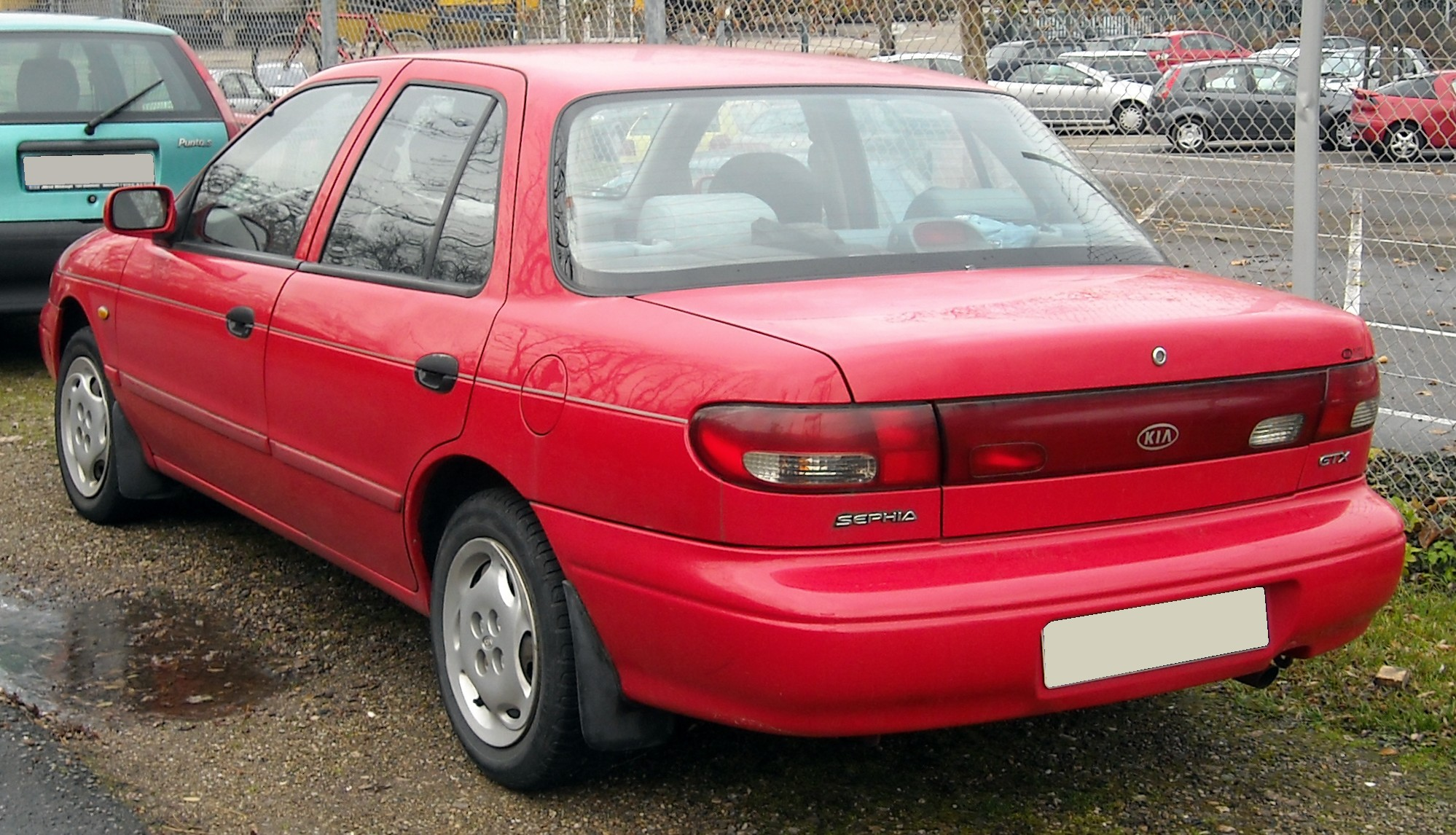
Kia Sephia I - tył po liftingu

Kia Sephia I została zaprezentowana po raz pierwszy w 1992 roku.
Model Sephia zadebiutował jako pierwszy model Kii z samodzielnym projektem nadwozia i unikalnie stylizowaną kabiną pasażerską, jedynie pod kątem technicznym korzystając z technologii japońskiej Mazdy. Płyta podłogowa w pierwszej generacji pojazdu była dzielona z bliźniaczymi modelami Mazda Familia i Ford Laser.
Pod kątem stylistycznym Kia wyróżniała się opływowymi proporcjami nadwozia z aerodynamicznie ukształtowanym, szpiczastym przodem, a także dominującym motywem podłużnych, wąskich pasów zarówno w reflektorach, jak i lampach tylnych. 

### Lifting
W listopadzie 1994 roku Kia Sephia pierwszej generacji przeszła obszerną restylizację, która przyniosła zmiany głównie w stylizacji nadwozia. Pas przedni zyskał większe, bardziej kanciaste reflektory, a także nowy i obszerniejszy wzór atrapy chłodnicy. Zmienił się także wzór lamp tylnych, które otrzymały nowe wkłady z odblaskowym pasem łączącym je w centralnym punkcie.
Razem z restylizacją Kia zdecydowała się też poszerzyć ofertę nadwoziową Sephii I o nowy wariant. Do podstawowego 4-drzwiowego sedana dołączył także 5-drzwiowy liftback.

### Sprzedaż
Kia Sephia pierwszej generacji była kolejnym, po niewielkim Pride, samochodem południowokoreańskiego producenta sprzedawanym na rynkach globalnych. Sprzedaż poza rodzimą Koreą Południową rozpoczynana była stopniowo. Najpierw, w 1993 roku, pojazd trafił do oferty w  się z dwuletnim opóźnieniem, w 1994 roku. 
Inną nazwę, Kia Mentor, samochód przyjął w Wielkiej Brytanii, a także w Nowej Zelandii i Australii. W między 1995 a 1998 rokiem samochód produkowano także w Indonezji pod lokalną marką Timor pod różnymi nazwami w ramach linii modelowej Timor S5 Series jako ostatecznie nieudany projekt narodowego samochodu.

### Silniki
- L4 1.5l B5 80 KM
- L4 1.6l B6 80 KM
- L4 1.8l BP 110 KM

## Druga generacja

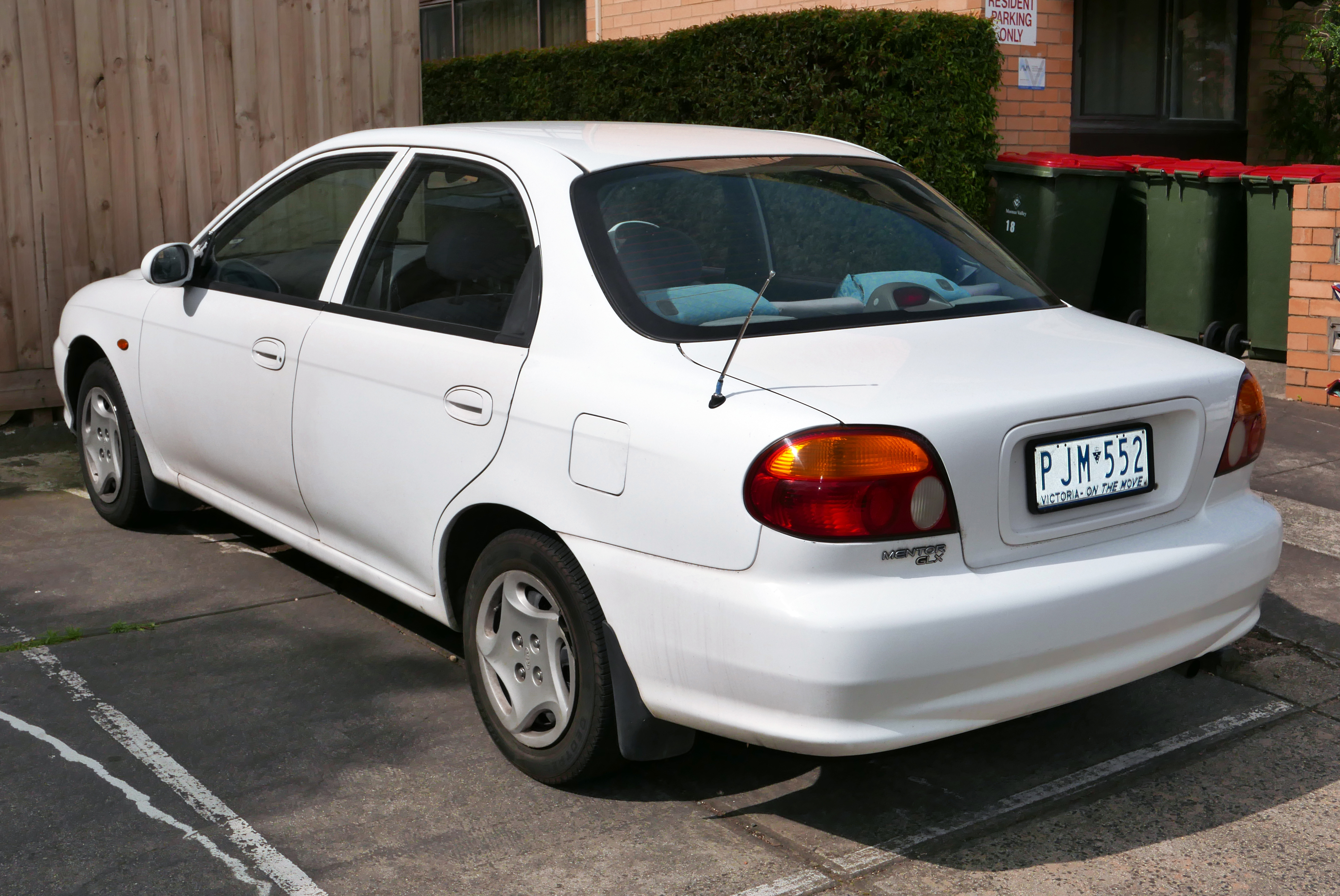
australijska Kia Mentor II - tył

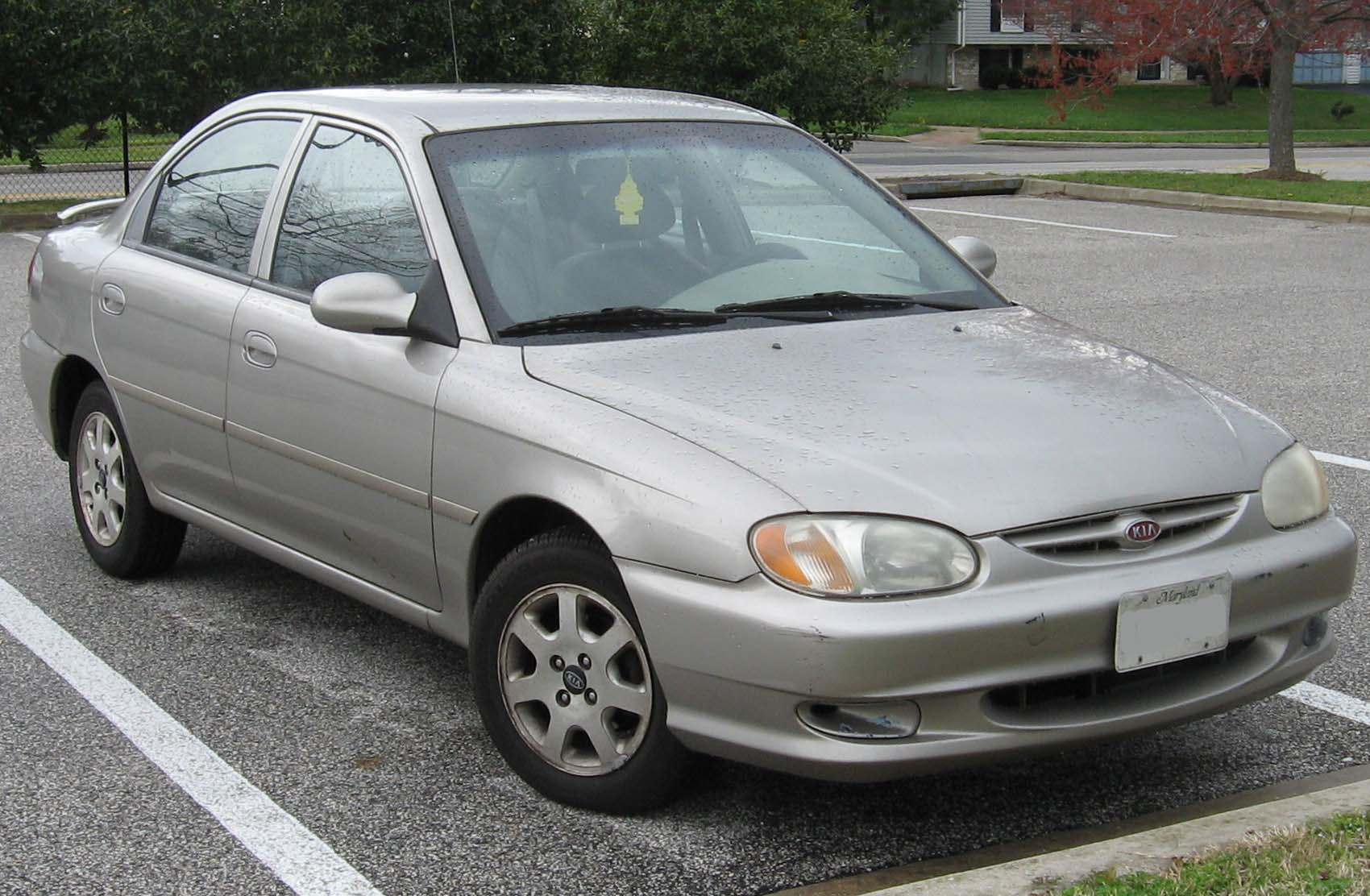
amerykańska Kia Sephia II

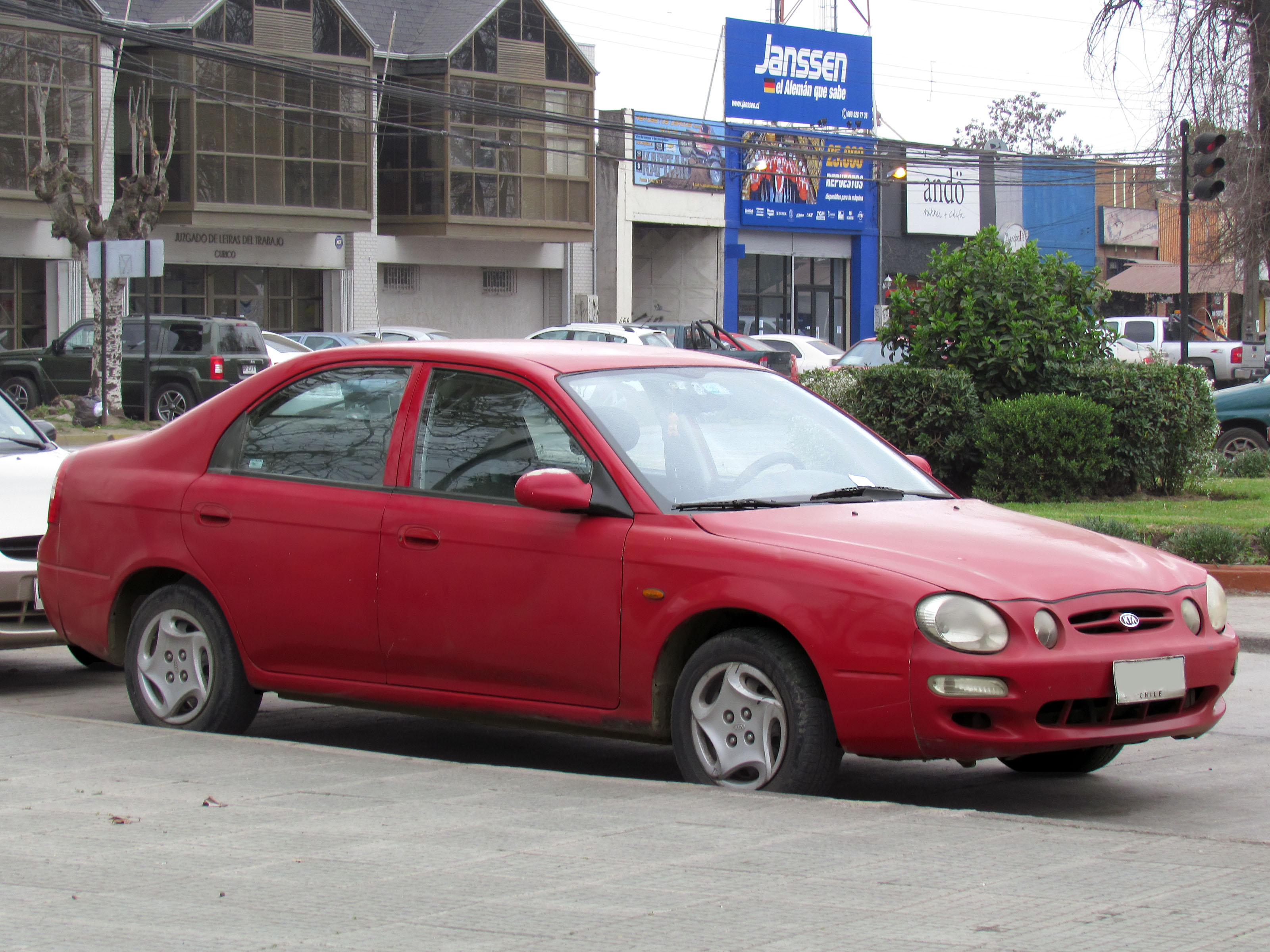
chilijska Kia Sephia II Liftback

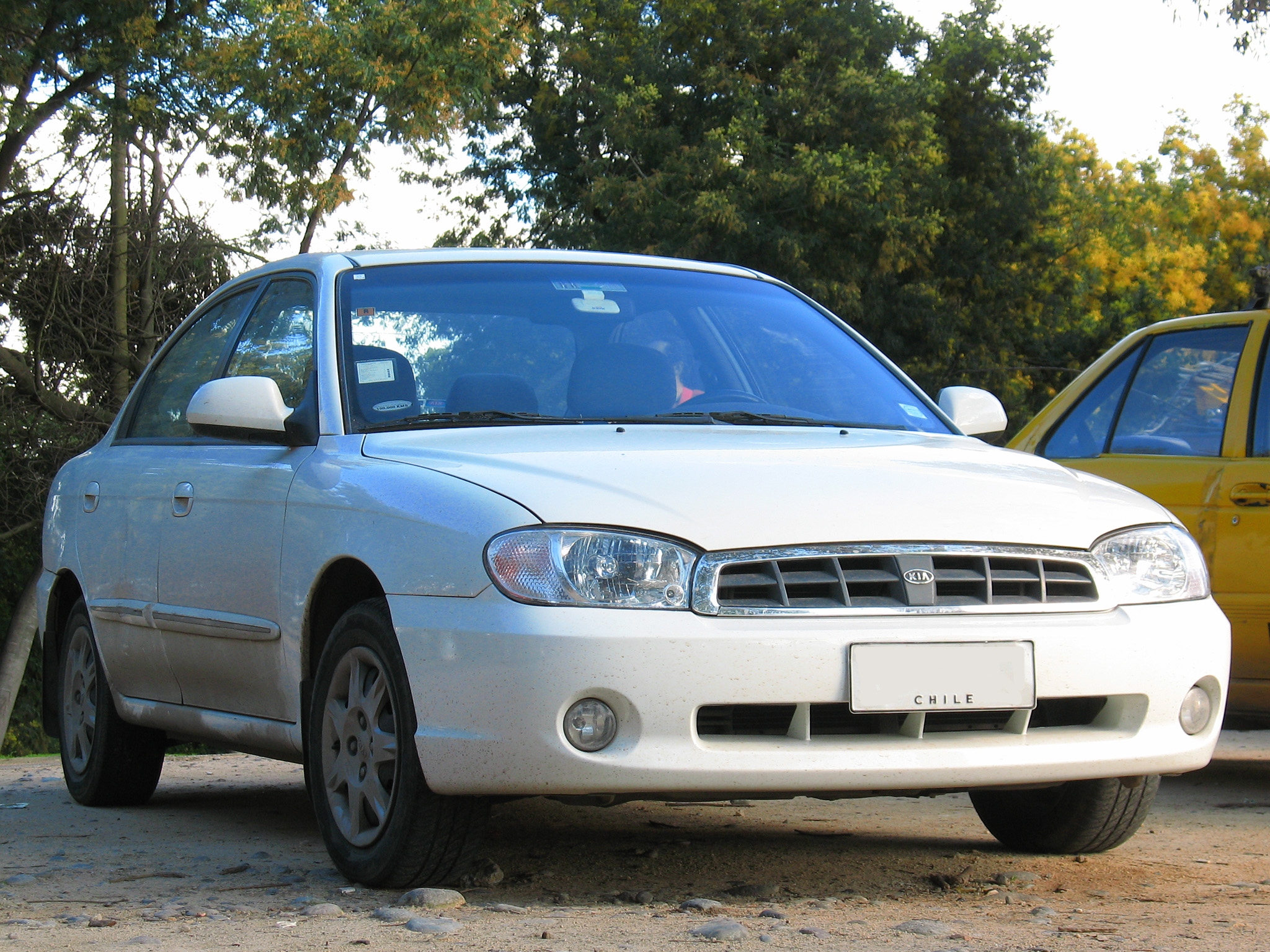
Kia Spectra - model po liftingu

Kia Sephia II została zaprezentowana po raz pierwszy w 1997 roku.
Konstruując drugą generację Sephii, Kia zdecydowała się opracować bez współpracy z innymi producentami jako całkowicie samodzielną konstrukcję. Pod kątem stylistycznym samochód zyskał bardziej obłe i krągłe proporcje na czele z owalnymi reflektorami oraz podobnie ukształtowanymi lampami tylnymi, z kolei dzięki nowej płycie podłogowej kabina pasażerska stała się przestronniejsza i pojemniejsza.
W porównaniu do poprzednika samochód zyskał bogatsze wyposażenie, które w topowych wariantach obejmowało klimatyzację, centralny zamek, tempomat, dzieloną kanapę tylną czy radio ze zmieniarką CD. 
Tym razem tylko na wybranych rynkach gamę nadwoziową Sephii drugiej generacji tworzyła odmiana liftback. Z racji całkowicie odrębnej stylizacji nadwozia i kabiny pasażerskiej, m.in. w Europie i Korei Południowej pojazd oferowano pod inną nazwą jako Kia Shuma.

### Lifting i zmiana nazwy
W maju 2000 roku Kia Sephia drugiej generacji przeszła obszerną restylizację, która przyniosła inny wygląd przedniej części nadwozia z większą atrapą chłodnicy, a także odświeżony wygląd tylnych lamp i kształt bagażnika. 
W związku z liftingiem pojazd zyskał także nowe nazwy, które różniły się w zależności od rynku zbytu - w Korei Południowej, Ameryce Północnej i Ameryce Południowej nadano nazwę Kia Spectra, z kolei w Europie ujednolicono nazewnictwo z wariantem 5-drzwiowym poprzez zmianę na Kia Shuma Sedan.

### Sprzedaż
Podobnie jak poprzednik, samochód oferowano pod nazwą Kia Mentor w Wielkiej Brytanii, Nowej Zelandii oraz Australii. Pojazd zachował tę nazwę także po restylizacji, w przeciwieństwie do pozostałych rynków globalnych.

### Silniki
- L4 1.5l B5-DE
- L4 1.6l B6
- L4 1.8l T8D